# Департамент Ближнего Востока в Лувре
Департамент Ближнего Востока (фр. Département des antiquités orientales) — наследник открытого в 1847 году Ассирийского музея, занимается сохранением, изучением и экспозицией коллекции предметов древнего ближневосточного искусства Лувра. Ближневосточная коллекция Лувра насчитывает более 150 000 предметов.

## История

### Ассирийский музей Луи-Филиппа
1 мая 1847 года король Франции Луи-Филипп торжественно открыл первый ассирийский музей в мире. После экспедиций Поля-Эмиля Ботта — в то время считали, что он откопал древнюю Ниневию — для короля было важным подчеркнуть роль Франции в открытии цивилизации, известной до тех пор только по Библии и рассказам античных историков.
В музее были в основном выставлены экспонаты, найденные в XIX веке французскими консулами при раскопах в Хорсабаде. В коллекции были также предметы из двух других ассирийских столиц: Нимруда и Ниневии — находки с раскопок в этих местах были подарены Франции в 1855 году британскими археологами Лейардом и Роулинсоном, в качестве компенсации за несоблюдение британскими археологами соглашения о разделе мест раскопок между двумя странами.
Музей располагался в восточной части северного крыла Квадратного двора Лувра (современные залы 315 и 316). Вскоре (до 1863 года) музей переехал в восточное крыло Квадратного двора Лувра (вокруг современного 323 зала).
В 1865 году музей получил в дар коллекцию рельефов из Нимруда генерального консула в Багдаде Делапорта. Впоследствии коллекция музея пополнялась результатами раскопок археологических экспедиций Лувра, проводимыми под руководством Тюро-Данжена: Тиль-Барсип, Арслан Таш.

### Настоящее время
В настоящее время ближневосточная коллекция музея занимает 29 залов на нулевом этаже дворца: северное и часть западного крыла Квадратного двора, а также часть залов крыла Ришельё.